# Брендон Козун
Брендон Козун (англ. Brandon Kozun, нар. 8 березня 1990, Лос-Анджелес) — канадський хокеїст, крайній нападник клубу КХЛ «Динамо» (Мінськ). Гравець збірної команди Канади.

## Ігрова кар'єра
Хокейну кар'єру розпочав 2006 року виступами за юніорську команду «Калгарі Роялс», а згодом перейшов до іншого клубу «Калгарі Гітмен», що виступає в ЗХЛ. У складі «Гітмен» відіграв чотири сезони. 
2009 року був обраний на драфті НХЛ під 179-м загальним номером командою «Лос-Анджелес Кінгс». 
З 2010 по 2015 захищав кольори команд АХЛ «Манчестер Монархс» і «Торонто Марліс».
У сезоні 2014/15 дебютував в НХЛ провівши в складі «Торонто Мейпл-Ліфс» лише двадцять матчів.
18 червня 2015 уклав однорічний контракт з клубом КХЛ «Йокеріт». З 2016 року захищав кольори команди «Локомотив» (Ярославль). 
1 травня 2019 уклав однорічний контракт з клубом «Металург» (Магнітогорськ).

## Збірна
Був гравцем молодіжної збірної Канади, у складі якої брав участь у 6 іграх. У складі національної збірної Канади брав участь в Зимових Олімпійських іграх 2018, де став бронзовим призером.

## Статистика

### Клубні виступи
| Сезон        | Клуб                    | Ліга         | Регулярний сезон | Регулярний сезон | Регулярний сезон | Регулярний сезон | Регулярний сезон | Плей-оф | Плей-оф | Плей-оф | Плей-оф | Плей-оф |
| Сезон        | Клуб                    | Ліга         | І                | Г                | П                | О                | ШХ               | І       | Г       | П       | О       | ШХ      |
| ------------ | ----------------------- | ------------ | ---------------- | ---------------- | ---------------- | ---------------- | ---------------- | ------- | ------- | ------- | ------- | ------- |
| 2006–07      | «Калгарі Роялс»         | АЮХЛ         | 39               | 20               | 22               | 42               | 38               | —       | —       | —       | —       | —       |
| 2006–07      | «Калгарі Гітмен»        | ЗХЛ          | 11               | 1                | 1                | 2                | 4                | —       | —       | —       | —       | —       |
| 2007–08      | «Калгарі Гітмен»        | ЗХЛ          | 69               | 19               | 34               | 53               | 46               | 16      | 4       | 14      | 18      | 6       |
| 2008–09      | «Калгарі Гітмен»        | ЗХЛ          | 72               | 40               | 68               | 108              | 58               | 18      | 7       | 12      | 19      | 8       |
| 2009–10      | «Калгарі Гітмен»        | ЗХЛ          | 65               | 32               | 75               | 107              | 50               | 23      | 8       | 22      | 30      | 12      |
| 2010–11      | «Манчестер Монархс»     | АХЛ          | 73               | 23               | 25               | 48               | 48               | 7       | 1       | 3       | 4       | 2       |
| 2011–12      | «Манчестер Монархс»     | АХЛ          | 74               | 20               | 26               | 46               | 58               | 3       | 1       | 1       | 2       | 2       |
| 2012–13      | «Манчестер Монархс»     | АХЛ          | 74               | 26               | 30               | 56               | 52               | 4       | 0       | 2       | 2       | 0       |
| 2013–14      | «Манчестер Монархс»     | АХЛ          | 43               | 10               | 19               | 29               | 38               | —       | —       | —       | —       | —       |
| 2013–14      | «Торонто Марліс»        | АХЛ          | 32               | 7                | 10               | 17               | 32               | 14      | 4       | 2       | 6       | 8       |
| 2014–15      | «Торонто Марліс»        | АХЛ          | 23               | 5                | 6                | 11               | 16               | —       | —       | —       | —       | —       |
| 2014–15      | «Торонто Мейпл-Ліфс»    | НХЛ          | 20               | 2                | 2                | 4                | 6                | —       | —       | —       | —       | —       |
| 2015–16      | «Йокеріт»               | КХЛ          | 58               | 15               | 34               | 49               | 67               | 6       | 3       | 3       | 6       | 4       |
| 2016–17      | «Локомотив» (Ярославль) | КХЛ          | 59               | 23               | 33               | 56               | 55               | 14      | 2       | 12      | 14      | 4       |
| 2017–18      | «Локомотив» (Ярославль) | КХЛ          | 53               | 13               | 20               | 33               | 42               | 6       | 1       | 1       | 2       | 2       |
| 2018–19      | «Локомотив» (Ярославль) | КХЛ          | 52               | 19               | 22               | 41               | 32               | 9       | 1       | 5       | 6       | 37      |
| Усього в НХЛ | Усього в НХЛ            | Усього в НХЛ | 20               | 2                | 2                | 4                | 6                | —       | —       | —       | —       | —       |
| КХЛ totals   | КХЛ totals              | КХЛ totals   | 222              | 70               | 109              | 179              | 196              | 35      | 7       | 21      | 28      | 47      |

### Збірна
| Рік                | Команда            | Турнір             | Місце              | І | Г | П | О | ШХ |
| ------------------ | ------------------ | ------------------ | ------------------ | - | - | - | - | -- |
| 2010               | Канада             | МЧС                | 2                  | 6 | 3 | 4 | 7 | 0  |
| 2018               | Канада             | ОІ                 | 3                  | 5 | 0 | 2 | 2 | 2  |
| Молодіжна збірна   | Молодіжна збірна   | Молодіжна збірна   | Молодіжна збірна   | 6 | 3 | 4 | 7 | 0  |
| Національна збірна | Національна збірна | Національна збірна | Національна збірна | 5 | 0 | 2 | 2 | 2  |